# Parainocellia (Parainocellia) ressli
Parainocellia (Parainocellia) ressli is een kameelhalsvliegensoort uit de familie van de Inocelliidae. De soort komt voor in Griekenland en Turkije.
Parainocellia (Parainocellia) ressli werd voor het eerst wetenschappelijk beschreven door H. Aspöck & U. Aspöck in 1965.